# Сеграте
Сегра́те (итал. Segrate, ломб. Segraa) — город (коммуна) на севере Италии. Расположен в провинции Милан области Ломбардия.
Население составляет 35 234 человека (на 2017 г.), плотность населения — 2015 чел./км². Занимает площадь 17,49 км². Почтовый индекс — 20090. Телефонный код — 02.
Покровителем населённого пункта считается святой Рох; его праздник ежегодно отмечается 16 августа.
В городе действует мечеть «Moschea di Segrate», также известная как «Масджид ар-Рахман» (Мечеть Милосердного Бога). Это первая мечеть с куполом и минаретом, построенная в Италии после сноса последних мечетей в Лучере в 1300 году. Мечеть открылась 28 мая 1988 года, и с тех пор она является самой важной мечетью Милана и второй по значимости мечетью в Италии после мечети Рима.
Мечеть управляется культурной ассоциацией «Мусульманский центр Милана и Ломбардии», которая издает один из самых важных мусульманских журналов на итальянском языке, Il messaggero dell'Islam («Посланник ислама»).